# Association transports et environnement
Ne doit pas être confondu avec Transport et Environnement.
Pour les articles homonymes, voir ATE.
L'Association transports et environnement (ATE ; en allemand : Verkehrs-Club der Schweiz, VCS ; en italien : Associazione traffico e ambiente, ATE ; en anglais : Swiss Association for transport and environment, ATE) est une association suisse de transports et de protection de l'environnement fondée en 1979.

## Fondation
L'association est créée le 15 mai 1979 sous le nom d'Association suisse des transports (AST) (en allemand : Verkehrsclub der Schweiz [VCS] ; en italien : Associaziione svizzera del traffico [AST]).

## Buts
Conformément à ses statuts, l'objectif de l'ATE est « la réalisation d’une politique des transports respectueuse de l’être humain, de l’environnement et du climat ».
Elle vise notamment un « usage économe de l’énergie, de l’espace et des ressources naturelles », des atteintes minimales à l’environnement, « en particulier par le bruit et les substances polluantes » et une « réduction des déplacements et des transports inutiles ».

## Services
Le site eco-auto.info propose une aide à l’achat de véhicules. Il évalue les modèles de voitures sur le marché selon des critères comme les émissions de CO2, le bruit et la taille des batteries dans le cas des modèles électriques.

## Collaborations
L’ATE est affiliée à quatre organisations sur le plan européen : la Fédération européenne pour le transport et l'environnement (T&E), l’Association européenne pour le développement du transport ferroviaire (AEDTF), la Fédération européenne des voyageurs (European Passengers’ Federation - EPF), et la Fédération cycliste européenne (European Cyclists’ Federation - ECF). Elle collabore avec les organisations partenaires d’Allemagne (Verkehrsclub Deutschland (de) - VCD) et d’Autriche (Verkehrsclub Österreich (de) - VCÖ).
En Suisse, l’ATE collabore avec Greenpeace Suisse, Pro Natura et le WWF Suisse au sein de « l’Alliance-Environnement ». Elle est membre du groupe de travail « Droit des associations environnementales ».

## Controverses juridiques

### Dénomination
En 1991, à la suite d'un arrêt du Tribunal fédéral, l'association doit changer de nom en français et italien en raison d'un risque de confusion avec l'Association suisse des transports routiers.

### Droit de recours des associations
En 2003 et 2004, des riverains et l'ATE s'opposent à la construction d'un nouveau stade au Hardturm, prévu pour accueillir le championnat d'Europe de football 2008 ; le projet avait été accepté peu avant par les citoyens de Zurich. Cette affaire a donné lieu au dépôt d'une initiative populaire pour empêcher le recours des organisations contre des projets de construction approuvés par une votation ou un parlement ; en dépit du soutien tardif du Conseil fédéral, l'initiative est rejetée par la totalité des cantons et 66 % des suffrages exprimés.